# Östra Hongkong
Östra Hongkong (traditionell kinesiska: 東區) är ett av Hongkongs 18 administrativa distrikt. Distriktet är en del av huvudområdet Hongkongön.
Östra Hongkong har 616 199 invånare på en yta av 19km². 